# Grayan-et-l'Hôpital
Grayan-et-l'Hôpital is een gemeente in het Franse departement Gironde (regio Nouvelle-Aquitaine). De plaats maakt deel uit van het arrondissement Lesparre-Médoc. Grayan-et-l'Hôpital telde op 1 januari 2022 1.545 inwoners. In Grayan-et-l'Hôpital is naast een naaktstrand de grootste naturistencamping van Europa gelegen, Euronat.

## Geografie
De oppervlakte van Grayan-et-l'Hôpital bedroeg op 1 januari 2022 45,4 vierkante kilometer; de bevolkingsdichtheid was toen 34 inwoners per km².

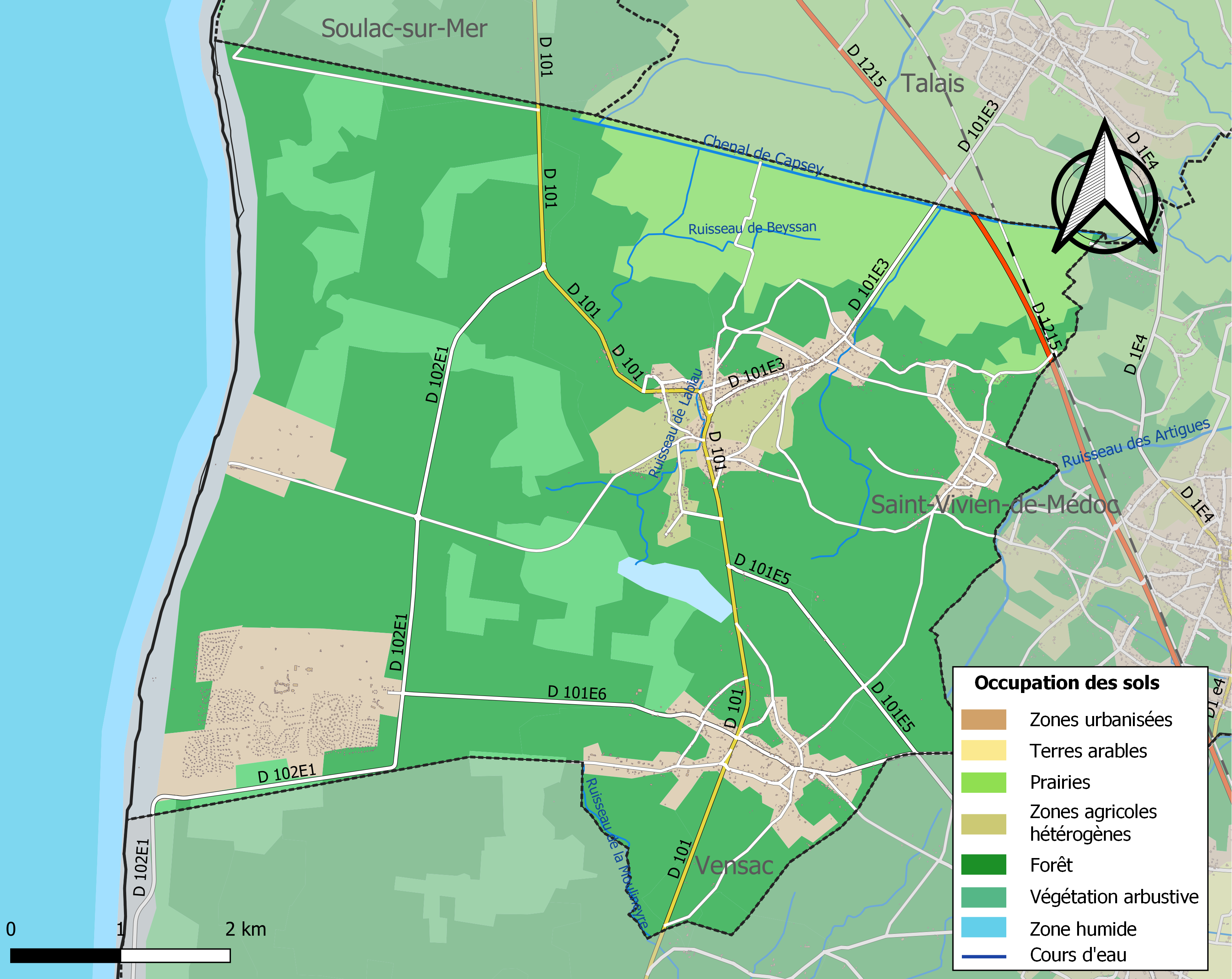
Kaart van de gemeente met belangrijkste infrastructuur, bodemgebruik en omliggende gemeenten

## Demografie
Onderstaande figuur toont het verloop van het inwonertal (bron: INSEE-tellingen).

## Geboren
- Bob Denard (1929), Frans huurling